# Felice Radicati

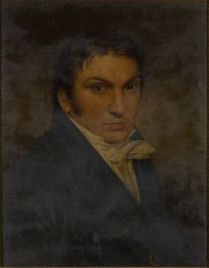
Felice Radicati

Felice Alessandro Radicati (Turín, 1778 o 1779-Bolonia, 20 de marzo de 1820) fue un compositor y violinista italiano.

## Biografía
Fue discípulo de Gaetano Pugnani y se dio a conocer primero como concertista, pero luego abandonó los conciertos por haber sido nombrado director de la orquesta de Bolonia. Más tarde, ocupó la posición de maestro de capilla de la basílica de san Petronio y profesor de violín del Liceo Filarmónico de la propia ciudad. Se casó con la cantante lírica Teresa Bertinotti. Falleció consecuencia de las heridas al caer de un caballo.
Radicati compuso gran número de quintetos, cuartetos, tríos y dúos para instrumentos de arco, así como la ópera Ricciardi, cuor di leone.